# Problepsis plenorbis
Problepsis plenorbis là một loài bướm đêm thuộc họ Geometridae. Loài này có ở bán đảo Mã Lai, Sumatra và Borneo.

## Hình ảnh

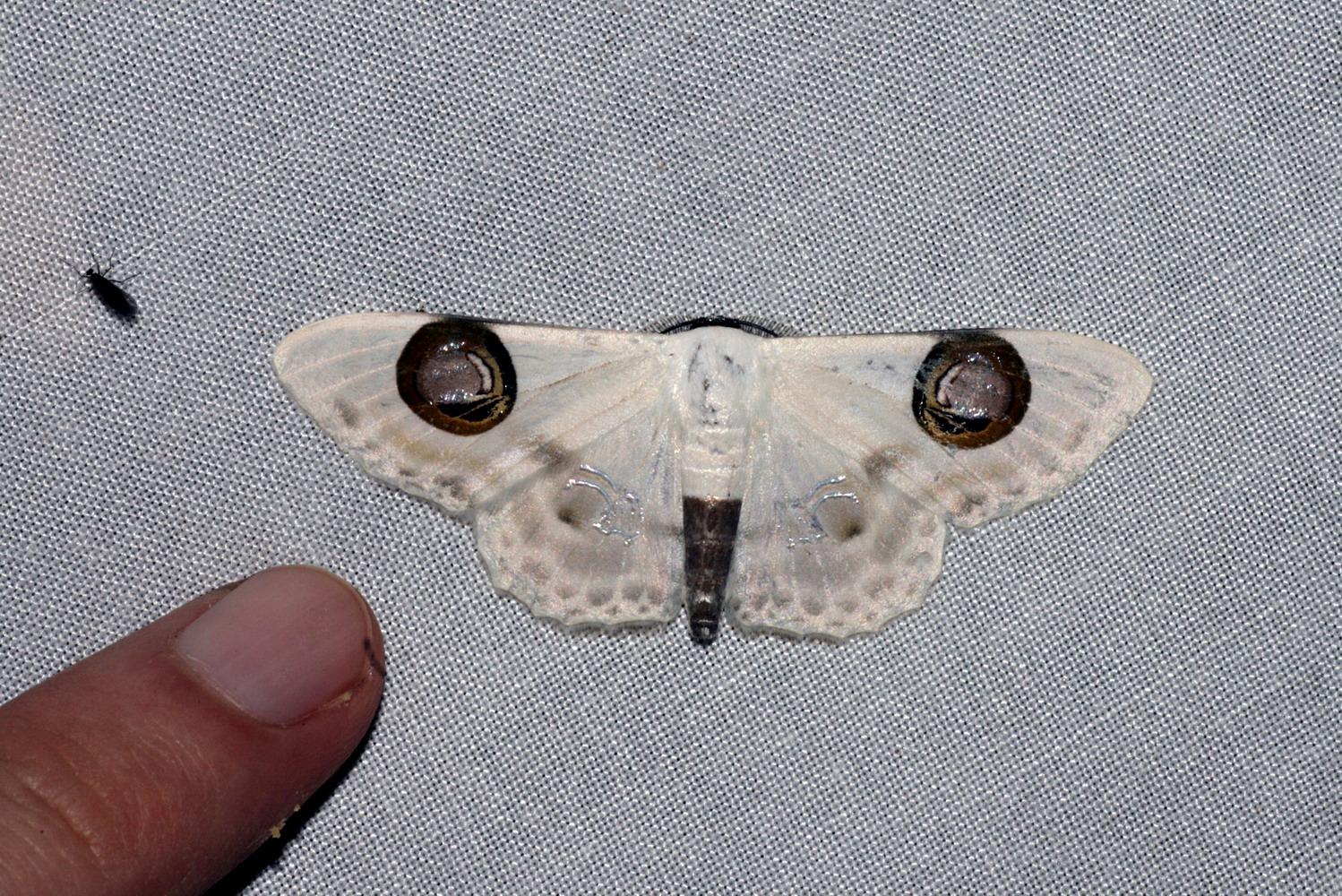